# Terron-sur-Aisne
Terron-sur-Aisne je bývalá obec v departementu Ardeny v severní Francii, která byla 1. června 2016 připojená k obci Vouziers. Leží ve svažitém terénu na pravém břehu řeky Aisne v nadmořské výšce 87–204 m n. m. Pod jménem Terune se poprvé uvádí v listině majordoma Grimoalda Staršího z doby kolem roku 650, a již tehdy se v okolí pěstovalo víno. Za první světové války se zde odehrála bitva u Terronu za účasti československých vojáků. V té době byla vesnice těžce poškozena německou dělostřelbou, s obnovou pak pomohla obec Vaulx-en-Velin, podle které se proto jmenuje terronská hlavní ulice.

## Obyvatelstvo
Graf vývoje obyvatelstva:

## Bitva u Terronu

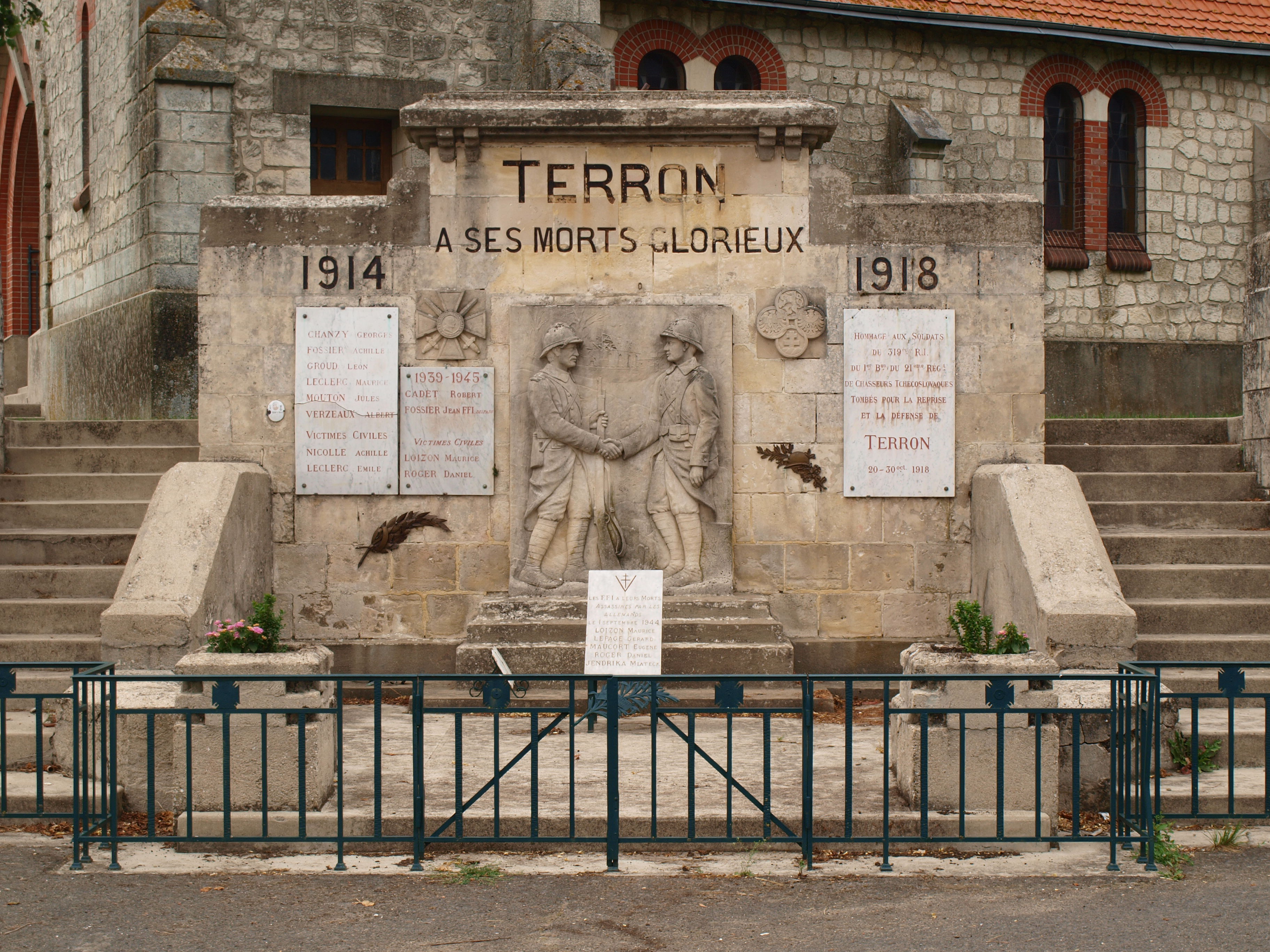
Československý památník na rohu ulic Place Tchécoslovaque a Rue de Prague v Terronu

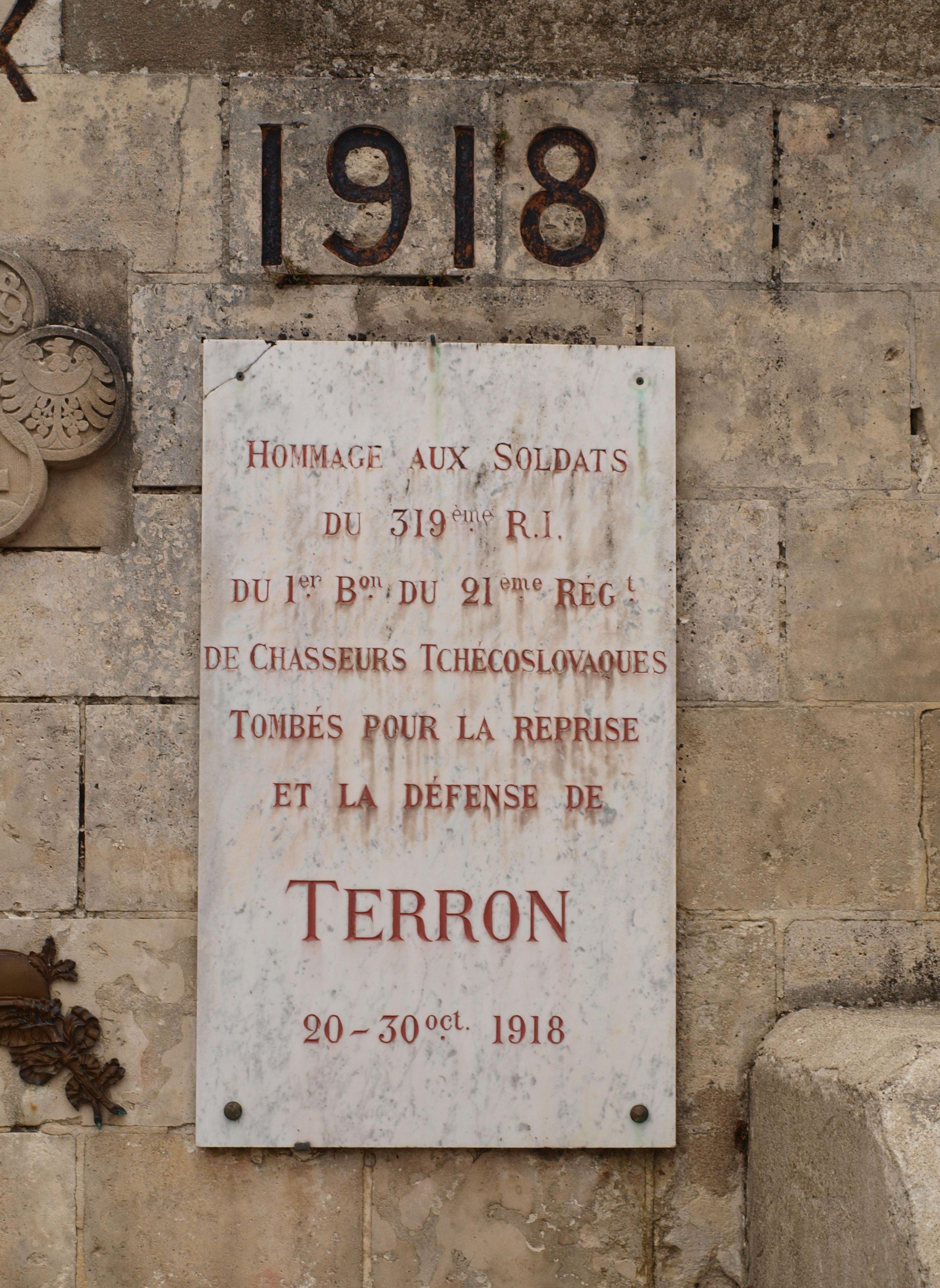
Pamětní deska památníku

V závěru 1. světové války se k ofenzivním operacím francouzské a americké armády na západní frontě připojila i Československá brigáda, jejíž 21. a 22. pěší pluk Československých legionářů byl připojen k 53. pěší francouzské divizi. 20. října 1918, během útoků v okolí Terronu, se podařilo prvnímu praporu 21. pluku pod vedením Otakara Husáka obec obsadit. Následným německým protiútokem byl sice dočasně vytlačen z vesnice, ale po připojení druhého praporu v noci 22. října se již podařilo ztracené pozice ubránit. Na paměť padlým československým vojákům byl v obci vybudován památník.

## Sousední obce
| Růžice kompasu | Voncq       | Voncq            | Montgon | Růžice kompasu |
| Růžice kompasu | Voncq       | Sever            | Vandy   | Růžice kompasu |
| Růžice kompasu | Voncq       | Terron-sur-Aisne | Vandy   | Růžice kompasu |
| Růžice kompasu | Voncq       | Jih              | Vandy   | Růžice kompasu |
| Růžice kompasu | Grivy-Loisy | Vandy            | Vandy   | Růžice kompasu |